# Räffsjötjärnen
Räffsjötjärnen är en sjö i Härjedalens kommun i Härjedalen och ingår i Ljusnans huvudavrinningsområde. Sjön har en area på 0,122 kvadratkilometer och ligger 915,9 meter över havet. Sjön avvattnas av vattendraget Anderssjöån.

## Delavrinningsområde
Räffsjötjärnen ingår i det delavrinningsområde (694587-131970) som SMHI kallar för Inloppet i Bodhån. Medelhöjden är 960 meter över havet och ytan är 2,4 kvadratkilometer. Det finns inga avrinningsområden uppströms utan avrinningsområdet är högsta punkten. Anderssjöån som avvattnar avrinningsområdet har biflödesordning 3, vilket innebär att vattnet flödar genom totalt 3 vattendrag innan det når havet efter 417 kilometer. Avrinningsområdet består mestadels av skog (35 procent) och kalfjäll (51 procent). Avrinningsområdet har 0,35 kvadratkilometer vattenytor vilket ger det en sjöprocent på 14,6 procent.